# David II (roi d'Écosse)
Pour les articles homonymes, voir David II, David, David Bruce et Bruce.
David II (Dunfermline, 5 mars 1324 – Édimbourg, 22 février 1371) est roi des Écossais de 1329 à sa mort.
Il est le fils du roi Robert Ier et de sa deuxième épouse, Élisabeth de Bourg, fille de Richard le Jeune, 2e comte d'Ulster.

## Enfance et jeunesse
David est né au palais de Dunfermline le 5 mars 1324, apparemment l'aîné de jumeaux. Son jeune frère, John, meurt sans doute en enfance et est inhumé au prieuré de Restennet.
David a deux sœurs aînées survivantes, elles aussi issues du second mariage de Robert Ier : Matilda, dont on sait peu de chose, qui épouse probablement en 1342 un simple noble nommé Thomas Isaac et qui meurt en 1353, et Margaret, qui épouse William Sutherland, 5e comte de Sutherland, vers 1345 et qui meurt vers 1360.
Sa demi-sœur aînée issue du premier mariage de Robert Ier, Marjorie, avait épousé Walter, 6e grand steward d'Écosse, et meurt probablement en 1317 ou 1318, laissant un fils, Robert, qui succède à son père comme grand steward d'Écosse en 1327. Il est le neveu de David bien qu'âgé de huit ans de plus que lui et il sera finalement son successeur comme le roi Robert II en 1371.
Au moment de sa naissance, David est reconnu héritier de son père, Robert Ier. Robert Stuart est considéré comme son héritier en 1326 sans doute à la suite de la mort de son jumeau John.
David succède à son père à l'âge de cinq ans le 7 juin 1329. Il est le premier roi d'Écosse à être oint, en vertu de la bulle du pape Jean XII promulguée le 13 juin 1329 et qui fait suite au traité d’Édimbourg-Northampton de 1328, par lequel l'indépendance et le statut des rois d'Écosse sont reconnus. Dans le cadre de ce traité, David épouse le 17 juillet Jeanne d’Angleterre, la seconde fille d'Édouard II et d’Isabelle de France. Il a quatre ans et elle sept. Le jeune roi est couronné à Scone le 24 novembre 1331.

## Régence et exil
Pendant la minorité et l'exil du roi, la régence d'Écosse est exercée par les Gardiens de l'Écosse suivants :
- 1329-1332 : Thomas Randolph, 1er comte de Moray, mort le 20 juillet 1332 à Musselburgh ;
- 2 au 12 août 1332 : Donald II, comte de Mar, tué le 12 août 1332 à la bataille de Dupplin Moor ;
- décembre 1332 au 19 juillet 1333 : Archibald Douglas, tué le 19 juillet 1333 à la bataille de Halidon Hill ;
- juillet 1333 - 1335 : John Randolph, 3e comte de Moray, tué le 17 octobre 1346 à la bataille de Neville's Cross ;
- juillet 1334 - 1335 : Robert Stuart, 7e stewart, futur roi d'Écosse ;
- 1335-1338 : Andrew Murray de Bothwell ;
- 1338-1341 : Robert Stuart, 7e stewart, futur roi d'Écosse.

Édouard Balliol, fils de Jean de Balliol, et le parti des « Disinherited », soutenu par Édouard III, profite de la mort du régent Thomas Randolph et débarque à Kinghorn dans le Fife le 6 août 1332. Le 11 août suivant, ils remportent la bataille de Dupplin Moor sur le parti de Bruce. Édouard Balliol est couronné roi à Scone le 24 septembre 1332.
Repoussé par les Écossais pendant l'hiver 1332-1333 après le combat d'Annan, il doit solliciter l'aide d'Édouard III qui intervient alors personnellement à la tête de 13 000 hommes à partir de Carlisle et défait les Écossais du parti de Bruce à la bataille de Halidon Hill en juillet 1333. L'un des régents, Archibald Douglas y trouve la mort.
David II et son épouse réfugiés dans le château de Dumbarton sont envoyés en France avec une petite suite pour leur sécurité. Ils arrivent à Boulogne-sur-Mer en mai 1334, où ils sont reçus très amicalement par le roi de France, Philippe VI. On sait que Château-Gaillard lui est donné en résidence. En 1335-1336, alors qu'il avait onze ans, il a presque certainement été impliqué dans les négociations avortées entre Philippe VI et Édouard III, qui ont tenté de concilier les revendications respectives de David II et d'Édouard Balliol au trône d'Écosse et en 1339, pendant le siège de Perth par Robert Stuart, il est prouvé que Sir William Douglas lui a rendu visite l'année précédente à Château-Gaillard et obtenu le service de quelques chevaliers français et de marins qui ont contribué au siège. Ces opérations ont été financées par David II ou Philippe VI. Le chroniqueur Jean Froissart indique que David II participe avec le roi de France à une rencontre entre les armées françaises et anglaises en octobre 1339 à Buironfosse, en Picardie, et au siège de Tournai en 1340.
De son côté, Édouard Balliol, qui s'est empressé de reconnaître la suzeraineté du roi d'Angleterre, est menacé par des actions de guérilla menées par Andrew Murray de Bothwell et ne peut se maintenir qu'avec l'aide des Anglais. Les Gardiens de l’Écosse — Andrew Murray de Bothwell, John Randolph, 3e comte de Moray, et Robert Stuart, 7e stewart — réussissent à reprendre progressivement le contrôle du pays, et il doit se résoudre à quitter l'Écosse définitivement en 1340.

## Premier règne (1341-1346)
Après la prise d'Édimbourg par William Douglas le 16 avril, David II peut retourner dans son royaume et, avec la reine, il débarque à Inverbervie, au nord de Montrose, le 2 juin 1341 et prend les rênes du gouvernement.
Le retour de David II est accueilli avec joie. Pourtant, les problèmes qu'il rencontre sont graves, et il est seul et dans sa dix-huitième année. En son absence, son pays a été envahi à plusieurs reprises et déstabilisé. La plupart des nobles à un moment ou à un autre ont pactisé avec Édouard Balliol, même si ce n'est que brièvement. Une partie du royaume a été cédée à l'Angleterre et la guerre de guérilla récurrente a provoqué des destructions massives. L'administration a été perturbée : parfois dans les comtés du Sud il y a eu une administration anglaise, ce qui exclut toute autorité écossaise, tandis qu'ailleurs il y avait deux administrations rivales. C'était une situation pour décourager quelqu'un de beaucoup plus expérimenté que le jeune roi.
Néanmoins, les mécanismes du gouvernement sont remis en place. Le chambellan, William Bullock, qui curieusement, occupait la même fonction sous Édouard Balliol, rétablit les finances, recouvre les recettes et traite les problèmes de façon efficace. Un certain nombre de chartes sont immédiatement émises, confirmant les droits qui avaient été détenus par les prédécesseurs de David II, des parlements et les conseils royaux sont convoqués régulièrement.
Les relations de David II avec la noblesse qui avait géré de facto le royaume de manière indépendante depuis son avènement s'avèrent plus difficiles, en particulier avec Sir William Douglas, fils et homonyme de l'ancien régent, un membre de la puissante famille Douglas et qui était à cette époque son représentant le plus actif. William Douglas avait été l'un des chefs les plus remarquables de la résistance écossaise contre Édouard III et Édouard Balliol, et avait acquis une position forte dans les régions frontières, en particulier les terres de Liddesdale, dont il porte désormais le nom, William Douglas de Liddesdale. Dans les régions centrales, David II voulait s'appuyer sur un autre chef de guerre aussi remarquable, Sir Alexandre Ramsay de Dalhousie (en), qui venait tout juste récupérer en 1342 le château de Roxburgh. David le fait shérif de Teviotdale, une charge qui avait déjà été octroyée à Douglas qui réagit en capturant Ramsay, en l'emprisonnant dans son château d'Hermitage à Liddesdale, et en le laissant mourir de faim. Face à la pression nobiliaire, David II ne peut qu'accepter la situation, ce qui permet à Douglas de garder la fonction dont il s'était emparé par le meurtre.
Il était naturel aussi que David II veuille combattre Édouard III, qu'il considère comme son ennemi. Il y est encouragé par les jeunes chevaliers qui l'entourent et il envahit l'Angleterre à trois reprises, apparemment avec un succès mitigé. Sa première incursion, en 1341, quand il dévaste la ville de Penrith, provoque des représailles de la part d'Édouard III, qui célèbre Noël à Melrose. Toutefois, l'attention d'Édouard III est désormais concentrée sur la France.
David II est conscient de sa dette envers Philippe VI ; devant faire face à la grande invasion d'Édouard III en 1346, il demande aux Écossais, selon les termes de l’Auld Alliance, de lancer une contre-offensive de diversion dans le Nord de l'Angleterre. Il entre dans les marches anglaises de l'Ouest au début octobre et prend immédiatement Liddel Strength (en) au Cumberland et exécute le capitaine de la ville, Sir Walter Selbyll. Mais l'expédition est marquée par les divisions entre les Écossais. Lorsque leur armée s'est rassemblée à Perth, William III, comte de Ross, en profite pour faire assassiner au prieuré d'Elcho son ennemi dans le Nord, Ranald MacRuairi, le chef d'un contingent en provenance des îles, puis il rentre dans ses domaines. Après la prise de Liddel, William Douglas a déclaré que la guerre ne faisait que commencer et que compte tenu de l'assassinat de Ranald, il serait prudent de retourner en Écosse et de revoir les plans d'invasion. De nombreux capitaines de l'armée de David II s'opposent à cet avis, estimant que le Nord de l'Angleterre est mûr pour le pillage pendant que l'attention d'Édouard III est fixée en France.
Les Écossais ravagent donc le pays en particulier les terres des établissements religieux mais une armée rassemblée par William de la Zouche, archevêque d'York, rencontre David II, près de Bearpark aux portes de Durham, et le 17 octobre, dans ce que l'on nomme aujourd'hui la bataille de Neville's Cross, les Écossais sont mis en déroute. Beaucoup de leurs chefs sont tués, et David II lui-même est capturé après avoir été blessé à la tête par deux flèches anglaises. L'une d'entre elles est extraite avec de grandes difficultés après la bataille, l'autre reste incluse dans sa tête jusqu'à ce qu'elle soit expulsée naturellement alors que le roi était en prière lors d'un pèlerinage à l'église de St Monance de Fife, peu après 1365. Parmi les autres prisonniers écossais, on trouve Sir William Douglas, Duncan IV, comte de Fife, et Malcolm Fleming (en), comte de Wigtown. Robert Stuart, le grand sénéchal d'Écosse, et Patrick V, comte de Dunbar, réussissent à fuir avant la catastrophe. Le grand sénéchal d'Écosse devient le lieutenant du royaume une seconde fois pendant l'absence du roi.

## Captivité (1346-1357)

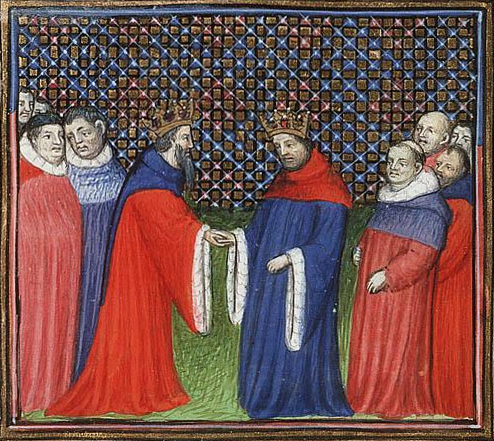
David II, roi d'Écosse, reconnaît Édouard III, roi d'Angleterre, comme son suzerain féodal.

La captivité de David II dure onze années dont plusieurs passées à la tour de Londres, bien qu'il soit au château de Windsor pour les festivités de la Saint-Georges en 1348. Il se déplace également dans le Nord lors de négociations avec les Écossais en 1351/1352, et peut-être aussi en 1353. Pendant ces tractations, il reçoit l'autorisation de retourner en Écosse pour quelques mois en 1352. À partir de mars 1355, il bénéficie d'un régime de semi-liberté au château d'Odiham dans le Hampshire, où il demeure jusqu'à sa libération. Il semble avoir entretenu des relations relativement bonnes avec Édouard III. Pendant cette période, il n'a plus de contact avec son épouse Jeanne, qui reste apparemment en Écosse bien qu'elle ait obtenu un sauf-conduit pour le rejoindre en 1348. David II commence à cette époque sa relation avec Catherine Mortimer (d. 1360), dont l'origine est inconnue. Elle est décrite comme une « Galloise » par Walter Bower dans le Scotichronicon, ce qui n'exclut pas la possibilité qu'elle soit liée à la puissante famille Mortimer dont les domaines se trouvent dans les « marches de pays de Galles ». Elle accompagne David quand il rentre en Écosse et elle est ouvertement traitée comme sa maîtresse.
Des négociations pour sa libération s'ouvrent rapidement. Pendant longtemps, le principal problème est la détermination d'Édouard III à établir la souveraineté anglaise permanente sur l'Écosse. En 1350, David II présente une requête au pape pour lui demander d'user de son influence auprès de Philippe VI pour s'assurer que sa libération soit incluse dans les termes d'une paix entre Philippe VI (roi de France) et Édouard III. Pour renforcer sa demande, il détaille les conditions exigées par Édouard III qui datent probablement des négociations en 1348. Le point principal est que le roi d'Écosse devra tenir son royaume en fief du roi d'Angleterre, avec tous les devoirs féodaux et que, si David II meurt sans héritier, son successeur sera le roi d'Angleterre ou son fils et héritier.
Pendant la décennie 1350, les conditions semblent évoluer. Il semble que David lui-même ait obtenu des progrès en suggérant la succession possible non pas au roi d'Angleterre, mais à l'un de ses fils autre que l'héritier de l'Angleterre, le but étant de s'assurer que l'Écosse demeure un royaume séparé non directement soumis au roi d'Angleterre. Ce compromis est apparemment acceptable pour Édouard III et, en 1351–1352, il est officiellement remis aux Écossais. David II, qui espère les persuader d'accepter, est autorisé à revenir pour quelques mois en Écosse.
Ce schéma se heurte à deux difficultés. Si David II n'avait pas d'héritier direct, l'héritier de la couronne est depuis 1326 le grand sénéchal d'Écosse son neveu Robert Stuart qui exerce la lieutenance du royaume en l'absence de David. L'arrangement avec Édouard l'aurait déshérité si un accord ne pouvait être trouvé avec lui. Il semble qu'il y ait aussi une opposition plus générale à une succession anglaise, même si le royaume séparé est préservé. Nous n'avons aucune information sur l'opinion en Écosse au-delà du fait que les propositions soutenues par David II sont rejetées et que le roi retourne en captivité.
En 1354, Édouard III est en butte à des difficultés en France et il est prêt à envisager une solution plus simple : libérer David en échange d'une rançon, par un traité qui maintient toutefois la position anglaise sur le statut de vassalité du royaume d'Écosse. Cette offre est aussi rejetée par les Écossais, sans doute parce qu'ils étaient enclins à se joindre une fois de plus aux Français dans la guerre contre l'Angleterre. Pendant cette période, le grand sénéchal d'Écosse semble favoriser une alliance française, de préférence à un règlement avec l'Angleterre. Mais le triomphe du Prince Noir lors de la bataille de Poitiers en 1356 et la capture de Jean II modifie à nouveau la situation. Édouard III désormais triomphe et décide d'exploiter l'avantage que lui donne la capture de deux rois. En ce qui concerne les Écossais, il est prêt à offrir plus ou moins les termes proposés en 1354, qui sont maintenant acceptés. En septembre 1357, David II est transféré du château d'Odiham à Londres, il effectue une courte visite à Cantorbéry et le 29 octobre 1357, il est à Berwick-upon-Tweed où il confirme le 3 octobre un traité selon lequel l’État écossais s’impose de payer une rançon de 66 666 merks payable en 10 ans pour la libération du roi.

## Second règne (1357-1371)
Dès son retour dans son royaume, David II doit faire face à des problèmes graves, dont certains personnels. Son attachement à sa maîtresse, Catherine Mortimer, lui aliène sans doute définitivement sa femme. En 1358, elle se retire en Angleterre où elle réside jusqu'à sa mort de la peste en 1362. Sa maîtresse est assassinée en 1360, probablement à l'instigation du comte d'Angus, qui est ensuite emprisonné jusqu'à sa mort de la peste.
En 1363, David II épouse Margaret Drummond (morte en ou après 1374), veuve de Sir John Logie, dont il divorce en 1369. Il envisage ensuite un mariage avec Agnès Dunbar, la sœur du comte de Dunbar, lorsqu'il meurt en 1371. Il est probable que David recherchait toujours à obtenir un héritier, mais aucun de ses mariages ne produit de descendance. De même, il ne semble pas avoir d'enfant illégitime.

### Le paiement de la rançon
Le traité de Berwick laisse à David II une forte rançon à payer dont les versements s'interrompent après seulement 20 000 merks, ce qui complique les relations avec l'Angleterre et met en péril la position des nobles qui sont détenus en otages en Angleterre en garantie des paiements. Une série de négociations s'engage afin d'obtenir une amélioration des conditions initiales. En 1363, quand Édouard III est prêt à envisager un règlement définitif prévoyant que le paiement de la rançon soit abandonné pour autant que les Écossais acceptent que si David II meurt sans héritier légitime, le roi d'Angleterre lui succède. Dans ce contexte, l'Écosse resterait un royaume séparé sous un régime d'union personnelle. En 1364, le Parlement écossais rejette la proposition de faire de Lionel d’Anvers (mort en 1368), un fils d'Édouard III, le prochain roi. Les négociations ultérieures se concentrent sur un rééchelonnement de la rançon. En 1365, Édouard III se sent en position de force et les seuls termes proposés sont sévères mais il est beaucoup plus accommodant en 1369, alors que la menace de la reprise de la guerre avec la France se précise et qu'il souhaite obtenir une neutralité de l'Écosse. Il concède une trêve de quatorze ans avec les Écossais et fixe le solde de la rançon de David II à seulement 56 000 merks. Cette situation plus favorable est en vigueur au moment de la mort de David II.

### DavidIIet la noblesse
La conséquence la plus grave de l'absence du roi pendant 11 ans est liée à l'évolution du pays depuis les guerres d'indépendance qui a vu la montée en puissance d'un petit groupe de nobles dont les ancêtres ont combattu contre les Anglais depuis l'époque de Robert Bruce, notamment Robert Stuart, Patrick V, comte de Dunbar, et William Douglas, seigneur de Douglas. Ces trois grands seigneurs héréditaires ont acquis de vastes domaines pendant la minorité de David et exercé le pouvoir pendant sa captivité. L'efficacité du gouvernement royal dépend de la capacité de David II à gouverner en accord avec ces hommes. David II est conscient de leur importance et il les récompense pour leurs actions : le grand sénéchal d'Écosse Robert Stuart reçoit entre le 6 et le 13 novembre 1357 le titre de comte de Strathearn, et William Douglas devient en 1358 le 1er comte de Douglas.
David II cherche également à s'appuyer sur ses propres partisans. Lors de son premier règne, il s'est entouré de jeunes chevaliers à qui il accorde ses faveurs. Cette tendance se poursuit après 1357, quand, après avoir témoigné sa reconnaissance aux grands seigneurs, il récompense de manière régulière un groupe de jeunes hommes de sa suite personnelle. Parmi eux, Robert Erskine qui a travaillé sans relâche pour obtenir la libération du roi de sa captivité, et qui devient rapidement un personnage clé de son administration. Le roi étend son patronage à la famille de sa seconde femme, c'est-à-dire les Drummond et les Logie et il semble avoir favorisé les Drummond lors d'un conflit avec le grand sénéchal. Il organise le mariage d'un autre membre de ce groupe, Sir Walter Leslie (mort en 1382), avec l'héritière du 5e comte de Ross au détriment de la lignée aînée de la famille de Ross. William III, comte de Ross, veut faire de son demi-frère cadet Hugues (gaélique : Aed) de Balnagown son héritier, mais le roi David II en décide autrement. En mariant sa fille Euphémie à Walter Leslie, il obtient la dévolution des domaines de Ross à Walter Leslie et à son épouse. Cette opération provoque une protestation de la famille de Ross, auprès de Robert II après la mort de David II, mais à la mort du comte William III en 1372, Walter Leslie hérite du titre de comte de Ross.
Cette politique semble avoir été la cause de l'obscure révolte en 1363 de Douglas, du grand sénéchal, et du comte de March, les rebelles sont sans doute aussi effrayés par le sort réservé au comte de March, dont le château de Kildrummy est saisi par David II au début de l'année et par l'incapacité du roi à payer la rançon due à Édouard III, ce qui risque d'entraîner leur envoi en captivité en Angleterre comme otages. Il est également possible que les projets d'un second mariage suscitent l'hostilité. Quelles que soient les causes exactes, la révolte s'effondre rapidement et le grand sénéchal se soumet le 14 mai.
À la fin de la décennie 1360, David II tient à faire respecter la loi et l'ordre, en particulier dans les régions des Highlands du Nord qui dépendaient de puissants seigneurs locaux. En donnant le titre de comte de Strathearn au grand sénéchal, David II fait de lui un important seigneur des hauts plateaux, et comme Jean Ier MacDonald le Seigneur des Îles, il doit publiquement garantir en novembre 1369 le comportement de ses vassaux. Cette politique ou un conflit avec la famille de la reine Margueritte Drummond, peut avoir provoqué un conflit temporaire avec le grand sénéchal qui est brièvement emprisonné à Lochleven en 1368 et privé temporairement de son titre de comte de Strathearn.

### Succession et mort
Pourtant, le problème de la succession reste non résolu. David II peut encore espérer avoir un héritier mais il semble qu'il envisage désormais la possibilité d'une succession en faveur des Stuart mais il lui paraît peu probable qu'elle échoie au grand sénéchal qui avait huit ans de plus que lui. En 1366-1367, alors que Marguerite Dummond était encore en faveur, et sans doute avec son soutien, David organise le mariage de Jean le fils et héritier du grand sénéchal avec Annabelle Drummond, la nièce de la reine et en 1368, il lui donne le titre de comte de Carrick, qu'il avait lui-même reçu de son père comme héritier du trône en 1328. Cette union laisse penser qu'il souhaitait préserver l'influence de son cercle de partisans dans le contexte d'une succession dévolue à la maison Stuart en établissant un lien matrimonial entre la famille de Margaret et l'héritier probable.
Le 22 février 1371, David II meurt subitement au château d'Édimbourg. Il est inhumé à l'abbaye de Holyrood et le grand steward d'Écosse devient roi sous le nom de Robert II et règne jusqu'à sa mort en 1390.

## Unions
David II, roi d'Écosse, épouse le 17 juillet 1328 Jeanne d’Angleterre, la fille d’Édouard II. La reine l'accompagne en France pendant son exil et en Angleterre pendant sa captivité. Toutefois, elle ne rentre pas en Écosse avec lui en 1357 et meurt de la peste près de Londres le 14 août 1362.
Le roi revient en effet dans son royaume, accompagné d'une maîtresse anglaise Catherine Mortimer. Cette dernière est assassinée à Soutra en 1360 par des nobles écossais menés par Thomas Stuart, comte d'Angus. Devenu veuf, David II peut alors épouser en 1364 sa nouvelle maîtresse Marguerite Drummond, veuve de Sir John Logie. Cette dernière s'oppose à la famille de l'héritier du trône Robert Stuart qui est même un moment emprisonné. En 1370, le roi divorce de sa seconde femme pour stérilité et envisage d'épouser Agnès Dunbar (en) lorsqu'il meurt.

## Sources
- (en) Michael Brown, The Wars of Scotland 1214~1371, vol. IV : The New Edinburgh History of Scotland, Edinburgh, Edinburgh University Press, 2004 (ISBN 0748612386).

- (en) Stephen Boardman, The early Stewart Kings. Robert II and Robert III 1371-1406, John Donald, Édimbourg, 2007  (ISBN 9781904607687).

- (en) John L. Roberts, Lost Kingdoms Celtic scotland and the Middle Ages, Edinburgh, Edinburgh University Press, 1997, 230 p. (ISBN 0748609105).

- (en) Bruce Webster, « David II (1324–1371), king of Scots », Oxford Dictionary of National Biography, Oxford University Press, 2004.
- (en) Mike Ashley, The Mammoth Book of British Kings & Queens, Robinson, Londres, 1998  (ISBN 1841190969) « David II » p. 550-551.
- (en) J. H. Burton, History of Scotland, vol. II, Édimbourg, 1905.
- (en) Andrew Lang, History of Scotland, vol. I, Édimbourg, 1900.

## Sources primaires
- (en) Andrew Wyntoun, The orygynale cronykil of Scotland, édité par D. Laing, Édimbourg, 1872-1879.
- (en) John of Fordun, Chronica gentis Scotorum, édité par William Forbes Skene, Édimbourg, 1871-1872.
- (en) Walter Bower, Scotichronicon.